# تكستار
تيكستار بلدية من بلديات دائرة عين تاغروت بولاية برج بوعريريج الجزائرية.